# Model Mundella-Fleminga
Model Mundella-Fleminga (zwany również modelem IS-LM-BP lub niemożliwej trójcy ang. impossible trinity) – model makroekonomiczny stworzony niezależnie przez Roberta Mundella i Marcusa Fleminga. Jest rozwinięciem modelu IS/LM o wpływ wymiany międzynarodowej na stan gospodarki. Model prezentuje zależność między kursem walutowym, stopą procentową i produkcją.
Za pomocą modelu jest możliwe prześledzenie wpływu narzędzi polityki fiskalnej, monetarnej i kursowej na zmiany dochodu narodowego i stóp procentowych w warunkach gospodarki otwartej. Zgodnie z założeniami modelu w warunkach sztywnego kursu waluty wpływ narzędzi monetarnych i fiskalnych na gospodarkę jest ograniczony.